# Пщулчин (Підляське воєводство)
Пщулчин (пол. Pszczółczyn) — село в Польщі, у гміні Кобилін-Божими Високомазовецького повіту Підляського воєводства.
Населення — 250 осіб (2011).
У 1975-1998 роках село належало до Ломжинського воєводства.

## Демографія
Демографічна структура станом на 31 березня 2011 року:
|          | Загалом | Допрацездатний вік | Працездатний вік | Постпрацездатний вік |
| -------- | ------- | ------------------ | ---------------- | -------------------- |
| Чоловіки | 123     | 17                 | 83               | 23                   |
| Жінки    | 127     | 20                 | 63               | 44                   |
| Разом    | 250     | 37                 | 146              | 67                   |